# David Keilin
David Keilin (ur. 21 marca 1887 w Moskwie, zm. 27 lutego 1963 w Cambridge) – brytyjski entomolog, parazytolog i biochemik polskiego pochodzenia.

## Życiorys
Uczył się w Warszawie, m.in. w gimnazjum Górskiego, w 1904 wyjechał na studia do Liège, później do Paryża. W 1915 został pracownikiem naukowym Uniwersytetu w Cambridge, w 1925 profesorem parazytologii, a w 1931 biologii, 1931-1952 był dyrektorem Molteno Institute w Cambridge. Był członkiem Royal Society w Londynie, Akademii Nauk w Paryżu, Akademii Francuskiej, Amerykańskiej Akademii Nauk i Sztuk w Bostonie i PAN. Prowadził badania i pisał publikacje naukowe z zakresu rozwoju i pasożytnictwa owadów, anabiozy, enzymów oksydoredukcyjnych w tkankach owadów i innych organizmów. Odkrył cytochromy w mięśniach owadów i w wielu tkankach innych zwierząt, co pozwoliło na zrozumienie podstawowych mechanizmów oddychania komórkowego. Laureat Medalu Copleya.